# 维勒龙
维勒龙（法語：Villeron，法語發音：[vilʁɔ̃] ⓘ）是法国法兰西岛大区瓦兹河谷省的一个市镇，属于萨塞勒区。

## 地理
维勒龙（49°3'28"N, 2°32'34"E）面积5.61 平方千米，位于法国法蘭西島大區瓦兹河谷省，该省份为法国北部内陆省份，北起瓦兹省，西接厄尔省，南至塞纳-圣但尼省、上塞纳省和伊夫林省，东临塞纳-马恩省。
与维勒龙接壤的市镇（或旧市镇、城区）包括：圣维茨、谢讷维耶尔-莱卢夫尔、卢夫尔、马尔利城、韦马尔。

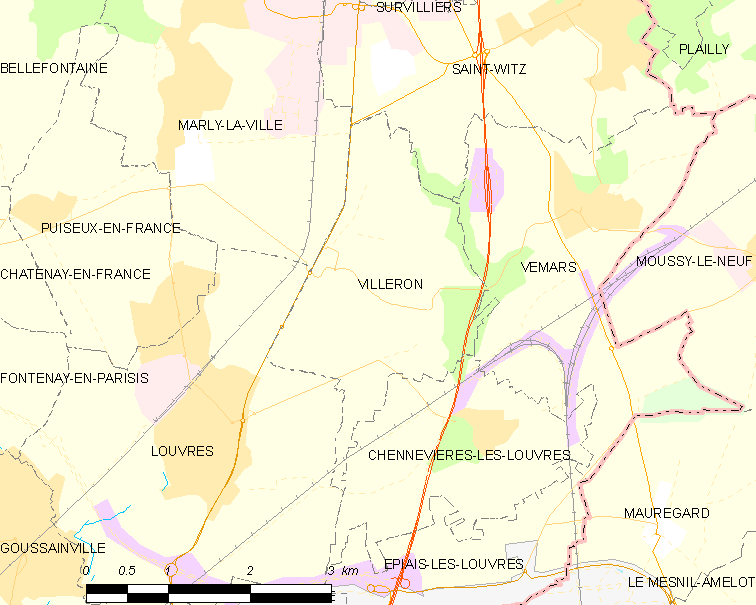
维勒龙的OSM定位图

维勒龙的时区为UTC+01:00、UTC+02:00（夏令时）。

## 行政
维勒龙的邮政编码为95380，INSEE市镇编码为95675。

## 政治
维勒龙所属的省级选区为古桑维尔县。

## 人口

1962-2008年间维勒龙人口变化图示

维勒龙于2022年1月1日时的人口数量为1672人。